# Charles Starkweather
Charles Raymond Starkweather (24 de noviembre de 1938 - 25 de junio de 1959) fue un asesino relámpago adolescente estadounidense. Entre diciembre de 1957 y enero de 1958 dejó un rastro de once muertos en el trayecto entre Nebraska y Wyoming, junto a su novia de catorce años, Caril Ann Fugate (tres de esos muertos eran la madre, la hermana y el padrastro de Fugate). La pareja fue capturada el 29 de enero de 1958. El caso conmocionó a la sociedad estadounidense; Starkweather fue ejecutado diecisiete meses más tarde, mientras que Fugate cumplió diecisiete años de prisión.
La historia de estos jóvenes asesinos inspiró a Oliver Stone y Quentin Tarantino en la elaboración del guion para la película Natural Born Killers y además sirvió de inspiración a Terrence Malick en la dirección y producción del film Badlands.

## Biografía
Charles Starkweather nació el 24 de noviembre de 1938 en Lincoln, Nebraska, como el tercero de los siete hijos de Guy y Helen Starkweather.
Los Starkweather eran una familia respetable con niños con buen comportamiento, su familia era de clase trabajadora pero siempre tuvieron una vivienda y otros recursos.
Guy Starkweather fue un hombre de buenos modales, era un carpintero que a menudo se veía desempleado debido a la artritis reumatoide en sus manos. Durante un tiempo Guy tuvo períodos de desempleo; la madre de Starkweather complementó los ingresos familiares trabajando como camarera.
Starkweather había asistido a la Escuela Primaria Saratoga, Irving Middle School y Lincoln High School en Lincoln. En contraste con su vida familiar, no poseía buenos recuerdos de cuando iba a la escuela.
Starkweather nació con genu varo (piernas arqueadas), un leve defecto de nacimiento que hizo que sus piernas se deformaran. También sufría un trastorno del habla, lo que llevó a la burla constante por parte de sus compañeros de clase. Era considerado de aprendizaje lento, aunque en su adolescencia se descubrió que sufría de severa miopía que afectó drásticamente su visión la mayor parte de su vida.
El único aspecto del instituto en el que sobresalió Starkweather fue en gimnasia. Fue en la clase de gimnasia donde consiguió una buena forma física que, con su furia creciente, usó contra aquellos que lo molestaban, utilizando su físico para comenzar el acoso a los que una vez lo habían intimidado.
Después de ver la película Rebelde sin causa, desarrolló una fijación por James Dean e imitó el peinado y su forma de vestirse para parecerse a él. 
Starkweather había desarrollado un severo complejo de inferioridad y lo convirtió en odio hacia sí mismo, creyendo que era incapaz de hacer algo correctamente y que sus fallos inherentes propios lo hacían vivir en la miseria.

## Relación con Caril Ann Fugate
En 1956, a la edad de dieciocho años, Charles Starkweather conoció a una joven de trece años llamada Caril Ann Fugate (n. 30 de julio de 1943), hermana de Barbara Fugate, la novia del mejor amigo de Starkweather. Los dos se enamoraron desde el principio y comenzaron una relación. 
Starkweather abandonó la Lincoln High School en su último año y se convirtió en empleado de la Western Union. Buscó trabajo allí porque el almacén estaba situado cerca de la Escuela Secundaria Whittier (Whittier High School), una secundaria menor de Lincoln, donde Caril era estudiante. Su trabajo le permitió ir a visitarla todos los días después de la escuela. Charles era considerado un mal empleado.

## Los asesinatos
El 30 de noviembre de 1957, Starkweather fue a la estación de servicio en Cornhusker Crest Road, en Lincoln, donde trató de comprar con una tarjeta de crédito un perro de peluche para Fugate. Robert Colvert, empleado de la estación, se negó a aceptar tarjetas de crédito y Charles se fue enfurecido. A las 15 horas del 1 de diciembre de 1957, regresó a la gasolinera con una escopeta del calibre 12. Al principio dejó el arma en el coche, entró en la estación y le compró un paquete de cigarrillos a Colvert. Luego condujo por la izquierda en la carretera, dio la vuelta y regresó a la estación, dejando de nuevo el arma en el coche. Esta vez, compró un paquete de chicles y una vez más se fue. Pero luego otra vez dio la vuelta y regresó, aparcó el coche a cierta distancia de la estación — llevaba un pañuelo rojo al cuello con un sombrero— y luego se dirigió a la estación con la escopeta y una bolsa de lona dispuesto a asaltar la gasolinera. Amenazó a Colvert a punta de pistola y le robo 100 dólares de la caja registradora antes de forzar a Colvert a caminar de regreso a su coche. Starkweather llevó a Colvert a cierta distancia fuera del área de Lincoln y lo obligó a salir del coche. En ese momento Colvert luchó con él y trató de quitarle la escopeta. En la pelea, la escopeta se disparó, y el tiro hirió a Colvert en las rodillas. Después, Starkweather mató a Colvert, que estaba herido, con un escopetazo en la cabeza.
El 21 de enero de 1958, Starkweather visitó a Fugate en su casa en la avenida Belmont 924, en la zona de Belmont de Lincoln. Al no encontrarla en casa, discutió con la madre y el padrastro de Fugate, Marion y Velda Bartlett, que le dijeron que se mantuviera lejos de su hija. Charles se fue, pero volvió unos días después y tuvo otra discusión con los padres de Fugate; Velda lo abofeteó, Starkweather reaccionó y le devolvió el golpe. Marion Bartlett lo agarró por detrás e intentó echarlo a patadas de la casa. Ambos cayeron al suelo. Marion se levantó y fue en busca de un arma, mientras Charles entró en la habitación de Caril donde estaba un rifle y lo cargó. Cuando Marion volvió con un martillo, él le disparó en la cabeza. Disparó fatalmente a los Bartlett con su rifle calibre 22, y procedió a estrangular y apuñalar fatalmente a la hija del matrimonio, Betty Jean Bartlett, de dos años de edad.
Cuando Fugate regresó, solo encontró a Starkweather con un rifle. Él más tarde declaró que Fugate no reaccionó cuando le dijo lo que había hecho, incluso comentó que ella se puso de su lado. Pero Fugate también declararía más tarde que Starkweather le dijo que planeaba un ataque al banco y que Velda y Marion, junto con su media hermana Betty Jean, se encontraban retenidos en una casa y que si no hacía lo que él decía, los mataría; pero en realidad los cuerpos estaban enterrados en el jardín. Después del asesinato de la familia Bartlett, Charles Starkweather y Caril Fugate pasaron seis días solos en la avenida Belmont. Cuando alguien llamaba a la puerta, Caril le decía que ella y su familia estaban enfermos de gripe y en cuarentena, mientras Charles se escondía detrás de una puerta con el rifle cargado y dispuesto a disparar.
La abuela de Fugate, después de varios días, empezó a sospechar y contactó con la policía de Lincoln. Cuando la policía llegó el 27 de enero, Starkweather y Fugate habían huido de la casa.
Starkweather y Fugate se dirigieron a Bennet, Nebraska, a una casa en una granja donde vivía August Meyer, de setenta años de edad, un amigo de la familia Starkweather, que Charles asesinó con un disparo de escopeta en la cabeza. Nadie sabe por qué lo mataron; Starkweather afirmó que fue en defensa propia. Posteriormente huyeron de la zona: Starkweather y Fugate condujeron su auto y este se atascó en el barro; tras varias horas, consiguieron desatascar el Ford del barro. Charles intentó desviarlo de la carretera, pero el auto cayó en una zanja y, al dar marcha atrás para salir, rompió la marcha. Decidieron abandonar el vehículo y caminar por la carretera; luego vieron unas luces e hicieron señas para que el auto parase; el auto se detuvo y allí se encontraban Robert Jensen y su novia, Carol King, dos adolescentes locales, que se detuvieron en su ayuda. Starkweather les pidió que los llevaran a una gasolinera, Jensen preguntó a Starkweather y Fugate el motivo por el cual llevaban armas, y estos contestaron que no estaban cargadas; cuando llegaron a la gasolinera estaba cerrada y Charles les apuntó con el arma y los obligó a volver a la granja; luego los obligó a bajar y los mató a ambos. Los dos huyeron de Bennet en el coche de Jensen.
Starkweather y Fugate se dirigieron a una sección más rica de Lincoln, donde entraron en la casa del empresario C. Lauer Ward; allí estaban su esposa, Clara Ward, y la empleada Lillian Fencl, que era sorda. Tanto Clara como Lillian fueron apuñaladas fatalmente, y Charles rompió el cuello del perro de la familia para que no ladrara. Starkweather admitió más tarde haber lanzado un cuchillo a Clara; sin embargo, acusó a Fugate de infligir varias de las puñaladas que se encontraron en el cuerpo. También acusó a Fugate de apuñalar fatalmente a Fencl, cuyo cuerpo también presentaba múltiples puñaladas. Cuando Lauer Ward regresó a su casa esa noche, Charles le disparó. Starkweather y Fugate se llevaron todas las joyas de la casa y huyeron de Nebraska.
Los asesinatos de los Ward y de Fencl causaron un gran revuelo en el Condado de Lancaster, con todas las agencias del orden público en la región buscando casa por casa a los asesinos. El gobernador Victor Anderson se puso en contacto con la Guardia Nacional de Lincoln, Nebraska. El jefe de la policía pidió una búsqueda bloque por bloque en la ciudad. Frecuentes avistamientos de los dos se informaron, provocando cargos de incompetencia contra el Departamento de Policía de Lincoln por su supuesta incapacidad para capturar a los asesinos.
Necesitando un auto nuevo, los fugitivos encontraron a un vendedor ambulante llamado Merle Collison. Starkweather le disparó. También alegó más tarde que Fugate realizó un tiro de gracia disparando al cadáver de Collison.
El vendedor asesinado en su coche tenía un sistema de freno de mano, que era algo nuevo para Starkweather. Intentó arrancar el coche. Trató de encender el motor, y un automovilista que pasaba por ahí se detuvo a ayudar. Starkweather le amenazó con el rifle, y se produjo un altercado. En ese momento, un ayudante del sheriff llegó a la escena. Fugate corrió hacia él, gritando algo en el sentido de «¡es Starkweather, me va a matar!». Starkweather trató de evadir a la policía; condujo a una velocidad superior de 100 millas por hora (160 km/h). Una bala destrozó el parabrisas saltando vidrios, cortando a Starkweather suficientemente como para causar una abundante hemorragia. A continuación, se detuvo bruscamente y se rindió. El sheriff Earl Heflin dijo: «Pensó que se estaba desangrando, por eso se detuvo en el camino. Esa es la clase de cobarde que es ese hijo de puta». Starkweather y Fugate fueron capturados en Douglas, Wyoming.

### Víctimas
- Robert Colvert (21), encargado de la gasolinera.
- Marion Bartlett (57), el padrastro de Fugate.
- Velda Bartlett (36), madre de Fugate.
- Betty Jean Bartlett (2), hija de Velda y Marion Bartlett.
- August Meyer (70), amigo de la familia de Starkweather.
- Robert Jensen (17), el novio de Carol King.
- Carol King (16), la novia de Robert Jensen.
- C. Lauer Ward (47), rico industrial.
- Clara Ward (46), la esposa de C. Lauer Ward.
- Lillian Fencl (51), la criada de Clara Ward.
- Merle Collison (37), vendedor ambulante.

## Juicio y ejecución
Starkweather fue condenado a la pena de muerte y ejecutado diecisiete meses más tarde en la silla eléctrica en la penitenciaría del Estado de Nebraska en Lincoln, a las 12:04 a. m. del jueves 25 de junio de 1959, a la edad de veinte años.
Fugate nunca confesó su participación en los crímenes y siempre alegó que Starkweather la obligó a seguirlo, pero no la creyeron debido a que en reiteradas ocasiones tuvo oportunidades de escapar. Recibió una sentencia de cadena perpetua el 21 de noviembre de 1958. Su sentencia fue conmutada por el tiempo, lo que le permitió salir en libertad condicional en junio de 1976, tras haber permanecido diecisiete años en prisión.